# Coamitla
Coamitla är en ort i Mexiko.   Den ligger i kommunen Huautla och delstaten Hidalgo, i den sydöstra delen av landet, 200 km nordost om huvudstaden Mexico City. Coamitla ligger 479 meter över havet och antalet invånare är 186.
Terrängen runt Coamitla är huvudsakligen lite kuperad. Coamitla ligger uppe på en höjd. Runt Coamitla är det ganska tätbefolkat, med 65 invånare per kvadratkilometer. Närmaste större samhälle är Huejutla de Reyes, 18,5 km nordväst om Coamitla. Omgivningarna runt Coamitla är en mosaik av jordbruksmark och naturlig växtlighet.